# Conorbinidae
Conorbinidae es una familia de foraminíferos bentónicos de la superfamilia Discorboidea, del suborden Rotaliina y del orden Rotaliida. Su rango cronoestratigráfico abarca desde el Oxfordiense (Jurásico superior) hasta el Coniaciense (Cretácico superior).

## Clasificación
Conorbinidae incluye a los siguientes géneros:
- Conorbina †
- Eurycheilostoma †
- Iuliusina †
- Notoconorbina †
- Topalodiscorbis †

Otro género considerado en Conorbinidae es:
- Conocorbina †, aceptado como Conorbina